# 星訥
星訥（穆麟德轉寫：singne，？—1674年），滿洲正白旗人，觉尔察氏，清朝官员、清朝工部尚書。
初从清太祖为二等侍卫，兼佐领。历官刑部参政，梅勒额真。崇德年间积战功擢议政大臣，迁副都统。参与伐察哈尔、黑龙江，攻略关内大同等地。顺治元年入关，改尚书。顺治元年，擔任首位清朝工部尚書，后解。由譚布接任。顺治三年（1646年）镇压张献忠。后征讨姜瓖，力战有功。顺治十年告退。进封二等阿思哈尼哈番世职。
康熙十三年卒，諡敏襄。